# Simplocaria semistriata
Simplocaria semistriata is een keversoort uit de familie der pilkevers (Byrrhidae). De soort werd voor het eerst wetenschappelijk beschreven in 1794 door Fabricius.